# Llista d'asteroides/123401–123500
| Nom      | Designació provisional | Data de descobriment | Lloc de descobriment | Descobridor/s |
| -------- | ---------------------- | -------------------- | -------------------- | ------------- |
| 123401 - | 2000 WM83              | 20 de novembre, 2000 | Socorro              | LINEAR        |
| 123402 - | 2000 WS83              | 20 de novembre, 2000 | Socorro              | LINEAR        |
| 123403 - | 2000 WH86              | 20 de novembre, 2000 | Socorro              | LINEAR        |
| 123404 - | 2000 WS88              | 20 de novembre, 2000 | Socorro              | LINEAR        |
| 123405 - | 2000 WD90              | 21 de novembre, 2000 | Socorro              | LINEAR        |
| 123406 - | 2000 WJ90              | 21 de novembre, 2000 | Socorro              | LINEAR        |
| 123407 - | 2000 WG94              | 21 de novembre, 2000 | Socorro              | LINEAR        |
| 123408 - | 2000 WZ94              | 21 de novembre, 2000 | Socorro              | LINEAR        |
| 123409 - | 2000 WJ95              | 21 de novembre, 2000 | Socorro              | LINEAR        |
| 123410 - | 2000 WV96              | 21 de novembre, 2000 | Socorro              | LINEAR        |
| 123411 - | 2000 WM97              | 21 de novembre, 2000 | Socorro              | LINEAR        |
| 123412 - | 2000 WZ97              | 21 de novembre, 2000 | Socorro              | LINEAR        |
| 123413 - | 2000 WT98              | 21 de novembre, 2000 | Socorro              | LINEAR        |
| 123414 - | 2000 WM99              | 21 de novembre, 2000 | Socorro              | LINEAR        |
| 123415 - | 2000 WN99              | 21 de novembre, 2000 | Socorro              | LINEAR        |
| 123416 - | 2000 WF100             | 21 de novembre, 2000 | Socorro              | LINEAR        |
| 123417 - | 2000 WN103             | 26 de novembre, 2000 | Socorro              | LINEAR        |
| 123418 - | 2000 WT103             | 27 de novembre, 2000 | Socorro              | LINEAR        |
| 123419 - | 2000 WX103             | 27 de novembre, 2000 | Socorro              | LINEAR        |
| 123420 - | 2000 WN105             | 28 de novembre, 2000 | Kitt Peak            | Spacewatch    |
| 123421 - | 2000 WV105             | 29 de novembre, 2000 | Kitt Peak            | Spacewatch    |
| 123422 - | 2000 WF106             | 29 de novembre, 2000 | Kitt Peak            | Spacewatch    |
| 123423 - | 2000 WV107             | 20 de novembre, 2000 | Socorro              | LINEAR        |
| 123424 - | 2000 WQ108             | 20 de novembre, 2000 | Socorro              | LINEAR        |
| 123425 - | 2000 WM110             | 20 de novembre, 2000 | Socorro              | LINEAR        |
| 123426 - | 2000 WE111             | 20 de novembre, 2000 | Socorro              | LINEAR        |
| 123427 - | 2000 WX111             | 20 de novembre, 2000 | Socorro              | LINEAR        |
| 123428 - | 2000 WJ112             | 20 de novembre, 2000 | Socorro              | LINEAR        |
| 123429 - | 2000 WB115             | 20 de novembre, 2000 | Socorro              | LINEAR        |
| 123430 - | 2000 WX115             | 20 de novembre, 2000 | Socorro              | LINEAR        |
| 123431 - | 2000 WG117             | 20 de novembre, 2000 | Socorro              | LINEAR        |
| 123432 - | 2000 WQ118             | 20 de novembre, 2000 | Socorro              | LINEAR        |
| 123433 - | 2000 WY118             | 20 de novembre, 2000 | Socorro              | LINEAR        |
| 123434 - | 2000 WD119             | 20 de novembre, 2000 | Socorro              | LINEAR        |
| 123435 - | 2000 WJ119             | 20 de novembre, 2000 | Socorro              | LINEAR        |
| 123436 - | 2000 WF120             | 20 de novembre, 2000 | Socorro              | LINEAR        |
| 123437 - | 2000 WP121             | 26 de novembre, 2000 | Socorro              | LINEAR        |
| 123438 - | 2000 WU121             | 29 de novembre, 2000 | Socorro              | LINEAR        |
| 123439 - | 2000 WS125             | 30 de novembre, 2000 | Socorro              | LINEAR        |
| 123440 - | 2000 WT125             | 30 de novembre, 2000 | Socorro              | LINEAR        |
| 123441 - | 2000 WP126             | 16 de novembre, 2000 | Kitt Peak            | Spacewatch    |
| 123442 - | 2000 WU129             | 19 de novembre, 2000 | Kitt Peak            | Spacewatch    |
| 123443 - | 2000 WZ129             | 19 de novembre, 2000 | Socorro              | LINEAR        |
| 123444 - | 2000 WF131             | 20 de novembre, 2000 | Anderson Mesa        | LONEOS        |
| 123445 - | 2000 WL131             | 20 de novembre, 2000 | Anderson Mesa        | LONEOS        |
| 123446 - | 2000 WQ131             | 20 de novembre, 2000 | Anderson Mesa        | LONEOS        |
| 123447 - | 2000 WZ131             | 17 de novembre, 2000 | Kitt Peak            | Spacewatch    |
| 123448 - | 2000 WR132             | 19 de novembre, 2000 | Socorro              | LINEAR        |
| 123449 - | 2000 WK133             | 19 de novembre, 2000 | Socorro              | LINEAR        |
| 123450 - | 2000 WZ133             | 19 de novembre, 2000 | Socorro              | LINEAR        |
| 123451 - | 2000 WF134             | 19 de novembre, 2000 | Socorro              | LINEAR        |
| 123452 - | 2000 WJ134             | 19 de novembre, 2000 | Socorro              | LINEAR        |
| 123453 - | 2000 WF135             | 19 de novembre, 2000 | Socorro              | LINEAR        |
| 123454 - | 2000 WS135             | 20 de novembre, 2000 | Anderson Mesa        | LONEOS        |
| 123455 - | 2000 WF136             | 20 de novembre, 2000 | Socorro              | LINEAR        |
| 123456 - | 2000 WO137             | 20 de novembre, 2000 | Socorro              | LINEAR        |
| 123457 - | 2000 WN138             | 21 de novembre, 2000 | Socorro              | LINEAR        |
| 123458 - | 2000 WW138             | 21 de novembre, 2000 | Socorro              | LINEAR        |
| 123459 - | 2000 WQ139             | 21 de novembre, 2000 | Socorro              | LINEAR        |
| 123460 - | 2000 WQ141             | 19 de novembre, 2000 | Socorro              | LINEAR        |
| 123461 - | 2000 WT142             | 20 de novembre, 2000 | Anderson Mesa        | LONEOS        |
| 123462 - | 2000 WY142             | 20 de novembre, 2000 | Anderson Mesa        | LONEOS        |
| 123463 - | 2000 WC143             | 20 de novembre, 2000 | Anderson Mesa        | LONEOS        |
| 123464 - | 2000 WO144             | 21 de novembre, 2000 | Socorro              | LINEAR        |
| 123465 - | 2000 WH145             | 22 de novembre, 2000 | Haleakala            | NEAT          |
| 123466 - | 2000 WZ145             | 23 de novembre, 2000 | Haleakala            | NEAT          |
| 123467 - | 2000 WZ146             | 28 de novembre, 2000 | Haleakala            | NEAT          |
| 123468 - | 2000 WS147             | 28 de novembre, 2000 | Kitt Peak            | Spacewatch    |
| 123469 - | 2000 WC148             | 28 de novembre, 2000 | Kitt Peak            | Spacewatch    |
| 123470 - | 2000 WR148             | 28 de novembre, 2000 | Haleakala            | NEAT          |
| 123471 - | 2000 WE149             | 29 de novembre, 2000 | Haleakala            | NEAT          |
| 123472 - | 2000 WD154             | 30 de novembre, 2000 | Socorro              | LINEAR        |
| 123473 - | 2000 WH154             | 30 de novembre, 2000 | Socorro              | LINEAR        |
| 123474 - | 2000 WO154             | 30 de novembre, 2000 | Socorro              | LINEAR        |
| 123475 - | 2000 WB155             | 30 de novembre, 2000 | Socorro              | LINEAR        |
| 123476 - | 2000 WC155             | 30 de novembre, 2000 | Socorro              | LINEAR        |
| 123477 - | 2000 WR161             | 20 de novembre, 2000 | Anderson Mesa        | LONEOS        |
| 123478 - | 2000 WU161             | 20 de novembre, 2000 | Anderson Mesa        | LONEOS        |
| 123479 - | 2000 WD162             | 20 de novembre, 2000 | Anderson Mesa        | LONEOS        |
| 123480 - | 2000 WE162             | 20 de novembre, 2000 | Anderson Mesa        | LONEOS        |
| 123481 - | 2000 WV162             | 20 de novembre, 2000 | Anderson Mesa        | LONEOS        |
| 123482 - | 2000 WL163             | 21 de novembre, 2000 | Socorro              | LINEAR        |
| 123483 - | 2000 WX164             | 22 de novembre, 2000 | Haleakala            | NEAT          |
| 123484 - | 2000 WE166             | 24 de novembre, 2000 | Anderson Mesa        | LONEOS        |
| 123485 - | 2000 WF166             | 24 de novembre, 2000 | Anderson Mesa        | LONEOS        |
| 123486 - | 2000 WS166             | 24 de novembre, 2000 | Anderson Mesa        | LONEOS        |
| 123487 - | 2000 WY166             | 24 de novembre, 2000 | Anderson Mesa        | LONEOS        |
| 123488 - | 2000 WD170             | 24 de novembre, 2000 | Anderson Mesa        | LONEOS        |
| 123489 - | 2000 WO170             | 24 de novembre, 2000 | Anderson Mesa        | LONEOS        |
| 123490 - | 2000 WS170             | 24 de novembre, 2000 | Anderson Mesa        | LONEOS        |
| 123491 - | 2000 WV170             | 24 de novembre, 2000 | Anderson Mesa        | LONEOS        |
| 123492 - | 2000 WL171             | 25 de novembre, 2000 | Socorro              | LINEAR        |
| 123493 - | 2000 WU171             | 25 de novembre, 2000 | Socorro              | LINEAR        |
| 123494 - | 2000 WJ173             | 25 de novembre, 2000 | Anderson Mesa        | LONEOS        |
| 123495 - | 2000 WK173             | 25 de novembre, 2000 | Anderson Mesa        | LONEOS        |
| 123496 - | 2000 WL175             | 26 de novembre, 2000 | Socorro              | LINEAR        |
| 123497 - | 2000 WP175             | 26 de novembre, 2000 | Socorro              | LINEAR        |
| 123498 - | 2000 WN178             | 29 de novembre, 2000 | Socorro              | LINEAR        |
| 123499 - | 2000 WY178             | 30 de novembre, 2000 | Gnosca               | S. Sposetti   |
| 123500 - | 2000 WY179             | 27 de novembre, 2000 | Socorro              | LINEAR        |